# Alexandre Cunningham (1er comte de Glencairn)
Pour les articles homonymes, voir Alexander Cunningham et Cunningham.
 (février 2017).
Si vous disposez d'ouvrages ou d'articles de référence ou si vous connaissez des sites web de qualité traitant du thème abordé ici, merci de compléter l'article en donnant les références utiles à sa vérifiabilité et en les liant à la section « Notes et références ».
Alexandre Cunningham, 1er comte de Glencairn, 1er Lord Kilmaurs (1426 – 11 juin 1488) était un noble écossais. Il fut créé Lord de Kilmaurs en 1450.
Le roi Jacques III d'Écosse créa Lord Kilmaurs comte de Glencairn le 28 mai 1488, par lettres patentes. Combattant pour le roi, il fut tué à la bataille de Sauchieburn le 11 juin 1488.
Le premier Parlement de Jacques IV, le 17 octobre 1488, annula toutes les créations de titres accordées par Jacques III. Les descendants de Glencairn perdirent ces dignités. Cet acte fut aboli en 1503.